# Gruppo Sportivo Carbosarda 1951-1952
Questa voce raccoglie le informazioni riguardanti il Gruppo Sportivo Carbosarda  nelle competizioni ufficiali della stagione 1951-1952.

## Rosa
| N. |                   | Ruolo | Calciatore        |
| -- | ----------------- | ----- | ----------------- |
|    | Italia (bandiera) | D     | Amedeo Buttarelli |
|    | Italia (bandiera) | A     | Egidio Cattaneo   |
|    | Italia (bandiera) | P     | S. Cocciu         |
|    | Italia (bandiera) | A     | F. Denti          |
|    | Italia (bandiera) | C     | Renato Dioni      |
|    | Italia (bandiera) | P     | G. Doriano        |
|    | Italia (bandiera) | A     | E. Farina         |
|    | Italia (bandiera) | A     | Stefano Ferrari   |

| N. |                   | Ruolo | Calciatore        |
| -- | ----------------- | ----- | ----------------- |
|    | Italia (bandiera) | A     | M. Fiori          |
|    | Italia (bandiera) | A     | Alvaro Lasi       |
|    | Italia (bandiera) | D     | Alfio Michelucci  |
|    | Italia (bandiera) | A     | Athos Miniati     |
|    | Italia (bandiera) | C     | Bruno Molinari    |
|    | Italia (bandiera) | C     | Aldo Perni        |
|    | Italia (bandiera) | C     | Giuseppe Trenzani |
|    | Italia (bandiera) | D     | Carlo Zoboli      |